# جون إل. سافاج
جون إل. سافاج (بالإنجليزية: John L. Savage)‏ هو مهندس مدني ومهندس أمريكي، ولد في 25 ديسمبر 1879 في Cooksville, Wisconsin ‏ في الولايات المتحدة، وتوفي في 28 ديسمبر 1967 في إنجلوود في الولايات المتحدة.